# 埔心子
埔心子，原寫為埔心仔，是台灣南投縣竹山鎮的一個傳統地域名稱，位於該鎮北部。相較於今日行政區，其範圍大致包括延和里南大半部、延祥里西北半部。

## 歷史
台灣清治末期至日治初期，埔心子地區為一街庄，稱為「埔心仔庄」，隸屬於沙連堡。該庄北及東北與江西林庄為鄰，東南與筍仔林庄為鄰，南邊為豬頭棕庄，西南邊為林杞埔街，西邊為竹圍仔庄。
1901年（日治明治三十四年）11月，全台廢縣廳改設二十廳，該庄隸屬於斗六廳。1903年（明治三十六年）6月，該庄編入「林圮埔區」，隸屬於南投廳。1909年（明治四十二年）10月，合併二十廳為十二廳，林圮埔區改隸屬於南投廳。1920年（大正九年），全台地方制度大改正，廢十二廳改設五州二廳，該庄改制並雅化為「埔心子」大字，隸屬於臺中州竹山郡竹山庄。1931年，竹山庄升格為竹山街。
戰後竹山街改制為竹山鎮，隸屬於臺中縣，大字亦改制為里。1950年10月，中、彰、投分治，竹山鎮改隸屬南投縣。

## 聚落
本地區發展較早的聚落有埔心仔、下坪、過溪、三角潭、圳頭坑等，在日治期初期的官方地圖上已有記載。

## 交通
國道3號又稱「福爾摩沙高速公路」，是貫穿台灣西部的兩條縱向高速公路之一，大致以北北西—南南東走向繞大彎轉東南東—西北西走向經過埔心子地區北部邊界外不遠處。北上最近的交流道是竹山交流道，有連絡道與省道台3線相接；南下最近的是鄉道投47線交會處的南雲交流道。由此等可快速前往台灣南北各地。
省道台3線（集山路三段、大明路）俗稱「內山公路」，是臺北至屏東的幹道，大致以東北—西南走向轉東北微東—西南微西走向再轉東北東—西南西走向經過本地區。由該道路向東北轉北北東經國道3號竹山交流道連絡道路口後轉西北微北再轉北可前往名間、南投、草屯、霧峰等地；向西南可前往竹山市區、林內、斗六、古坑等地。
鄉道投45線（下坪路）是下坪至竹山的道路，其南側端點位於本地區西部偏南的省道台3線路口。由此向西北繞大彎轉北北西出境後，可前往竹圍子地區北部並止於濁水溪南岸堤防道路路口。
鄉道投48線（大智路）是竹山至延和國中的道路，其東北側端點位於本地區中部偏西南的省道台3線路口。由此向南南東繞大彎轉西南微南出境後，可前往豬頭棕西北部、大坑北端、竹圍子並止於縣道149號轉角路口。

## 學校
- 延和國中
- 竹山國小